# Yuko Shimizu
Yūko Shimizu (清水 侑子, Shimizu Yūko), née le 1er novembre 1946, est une styliste et illustratrice japonaise, créatrice pour Sanrio du personnage Hello Kitty en 1974.

## Biographie
Originaire de la préfecture de Chiba, elle est diplômée de l'université d'art de Musashino puis travaille chez Sanrio pour qui elle crée le personnage de Hello Kitty en 1974.
Depuis sa retraite en 1976, elle a travaillé comme styliste indépendante. Les autres personnages qu'elle a créés sont Angel Cat Sugar et Rebecca Bonbon.
Shimizu a également publié des livres d'images pour enfants.